# Ваньшань
Ваньша́нь (кит. трад. 萬山群島, упр. 万山群岛, пиньинь Wanshan Qundao, палл. Ваньшань Цюньдао) — архипелаг в Южно-Китайском море, раскинувшийся к югу от устья Жемчужной реки и Гонконга. Название архипелага буквально означает «Десять тысяч гор». По современным подсчётам, однако, он включает лишь 104 острова. Административно острова в настоящее время входят в состав города-префектуры Чжухай провинции Гуандун.

## История
Эти острова знамениты тем, что во время Гражданской войны они были последним кусочком Гуандуна в руках гоминьдановского правительства. После провозглашения КНР и освобождения всего континентального Китая Китайской Красной Армией в 1949 г., и даже после успешного занятия Хайнаня коммунистами весной 1950 г, острова архипелага Ваньшань всё ещё были заняты силами Гоминьдана, которые надеялись вести оттуда морскую блокаду устья Жемчужной реки. Китайские краснофлотцы смогли занять все острова архипелага лишь в течение трёхмесячной кампании (en) (8 мая — 7 августа) летом 1950 г.